# مدیریت جامع منابع آب
هدف از مدیریت جامع منابع آب، ایجاد سیستمی است که ضمن ارتباط دادن متقابل مدیریت منابع آب با محیط زیست و توسعه اجتماعی و اقتصادی، از انعکاس و بازخور آنها بهره‌مند شده و در نهایت با مشارکت بخش‌های مختلف تصمیم گیری‌های تخصیص و توسعه منابع آب صورت می‌گیرد.
حکمرانی جامع منابع آب مجموعه‌ای از قوانین، روش‌ها و فرایندهای تصمیم‌گیری در مسائل مربوط به مدیریت منابع آب و خدمات وابسته است که بسیار متاثر از شرایط سیاسی و روابط حاکم بر امور بین‌الملل دولت هاست چرا که حکمرانی آب یک مسئله بین‌المللی است تا یک موضوع منطقه‌ای، هر چند تمامی کارکردهای آن در منطقه باید اجرا و مدیریت شوند به این موضوع اخیراً در مجله بین‌المللی حکمرانی آب (IJWG) اشاراتی شده است.(مهدی زاده ملاباشی، 1394:14)
با توجه به رشد پُرشتاب جمعیت و افزایش پیامدهای تغییر اقلیم، رشد تقاضای آب باعث تشدید کمبود آب شده است. لذا مدیریتی مؤثر و عادلانه با توجه به کمبود منابع آب ضروری به نظر می‌رسد. ارائه‌ی ایده‌ی مدیریت به هم پیوسته‌ی منابع آب در همین راستا بوده است. در چند دهه‌ی اخیر در سطح بین‌المللی، درباره‌ی این مفهوم بحث‌های فراوانی انجام شده است. از میان تعاریف ارائه شده در خصوص این ایده، تعریف مشارکت جهانی آب با اقبال عمومی روبه‌رو شده است. بر این اساس، مدیریت به‌هم‌پیوسته‌ی منابع آب عبارت است از "فرایند مشارکتی توسعه و مدیریت آب، زمین و منابع وابسته، برای بیشینه‌سازی رفاه اقتصادی و اجتماعی، به‌صورت عادلانه و بدون به خطر انداختن اکوسیستم‌های حیاتی. اجرای مدیریت به‌هم‌پیوسته‌ی منابع آب، مزایای فراوانی برای حوضه‌ی رودخانه‌ها دارد. بخشی از این مزایا عبارت‌اند از: جلوگیری از وقوع سیل و خشک‌سالی، حفاظت از اکوسیستم‌ها و مهم‌تر از همه قابلیت ایجاد نهادهای اجرایی.
1. ↑  آبخیزداری و حفاظت خاک، اباذر اسمعلی و خدایار عبداللهی، انتشارات محقق اردبیلی، چاپ اول، ص ۲۶
2. ↑  مهدی زاده ملاباشی، تورج (1394) . حکمرانی و مدیریت جامع منابع آب در فضای پسابرجرام. اردبیل: فصلنامه صدای آب، شماره 4، پاییز.
3. ↑  آب و رشد سبز:فراتر از تئوری برای آینده پایدار، عیسی بزرگ زاده. انتشارات فرهنگ صبا، چاپ اول،1397